# Declieuxia diantheroides
Declieuxia diantheroides är en måreväxtart som beskrevs av Paul Carpenter Standley. Declieuxia diantheroides ingår i släktet Declieuxia och familjen måreväxter. Inga underarter finns listade i Catalogue of Life.